# Айлънд (езеро)
Езерото Айлън (Езерото на островите) (на английски: Island Lake) е 6-о по големина езеро в провинция Манитоба. Площта му, заедно с островите в него е 1223 км2, която му отрежда 36-о място сред езерата на Канада. Площта само на водното огледало без островите е 1043 км2. Надморската височина на водата е 227 м.
Езерото се намира в източната част на провинцията, в близост до границата с провинция Онтарио. Езерото Айлънд има дължина от запад на изток 88 км, а максималната му ширина е 32 км. Средна дълбочина 20,1 м, а максимална – 59,4 м. Обемът на водата е 21,8 км3. От октомври до юни е покрито с дебела редена кора, като годишното колебание на водното равнище е от порядъка на ± 0,5 м.
Езерото има изключително силно разчленена брегова линия с дължина от 745 км (без островите в него), с множество заливи, канали, полуострови и над 3400 острова (Джубили, Конфедерейшън, Лун Фут и др.) с обща площ от 180 км2 и неслучайно езерото носи това си название (Езеро на островите).
Площта на водосборния му басейн е 20 000 km2, като в езерото се вливат множество малки реки, а изтича само една – Айлънд Лейк Ривър, която преминавайки през малките езера Гус и Бивър достига до голямото езеро Годс.
Езерото Айлънд е открито вероятно от трапери, служители на английската „Компания Хъдсънов залив“, търгуваща с ценни животински кожи в началото на XVIII в., но чак през 1824 г. компанията построява първото търговско селище (фактория) Айлънд Лейк на северния бряг на езерото, в близост до което сега има модерно летище. Недалеч от него е селището Гардън Хил, на южното крайбрежие се намира селището Сейнт Тереза Пойнт (също има летище), а на западното – малкото селище Уасагамак.